# Designatura Presidencial (Colombia)
El cargo de designado presidencial correspondió en Colombia a la persona encargada de sustituir al presidente en caso de falta temporal o absoluta, y existió entre 1843 y 1991, con algunas interrupciones.

## Historia del cargo
La Constitución de 1843 estableció que el Congreso debía escoger un "designado" que debía asumir la Presidencia de la República ante la falta del Presidente y el vicepresidente. A partir de 1844, se escogió anualmente este cargo, correspondiéndole el primer turno al expresidente de la Cámara Juan Clímaco Ordóñez. En la Constitución de 1853 se oficializó el cargo de designado presidencial, que se fortaleció tras la abolición de la vicepresidencia en la Constitución de 1858. Con la Constitución de 1863 fue el Senado el encargado de designar anualmente a tres personas para que conformaran la línea de sucesión presidencial. Durante la vigencia de esta Constitución, cuando el país tomó el nombre de Estados Unidos de Colombia, los designados fueron particularmente importantes por la frecuencia con la que debieron asumir el poder.
Tras la proclamación de la Constitución de 1886, se restituyó la Vicepresidencia. Al darse el caso de la renuncia del vicepresidente Eliseo Payán, en 1887, el Congreso se vio obligado a nombrar un designado presidencial, para completar el sexenio (1888-1892) de Rafael Núñez, quien debido a una enfermedad no podía ejercer el poder. Entre 1892 y 1898 ejerció la presidencia el vicepresidente Miguel Antonio Caro (como suplente de Núñez y como titular tras la muerte de este).
En 1905, el presidente Rafael Reyes abolió la vicepresidencia y modificó la Constitución, instituyendo que el presidente tendría la facultad de nombrar sólo en caso de ser necesario, un Designado Presidencial, con el fin de evitar rivalidades y enemistades entre presidente y vicepresidente debido al golpe de Estado a Manuel Antonio Sanclemente por parte de su vicepresidente José Manuel Marroquín. El propio Reyes utilizó esta fórmula en dos ocasiones, pero tras su renuncia (1909) y una nueva reforma constitucional (1910), se decidió convertir el cargo en permanente, incluyendo nuevamente el segundo designado, elegido por dos años por el Congreso.
La reforma constitucional de 1945 abolió la segunda designatura, y la Constitución de 1991 eliminó el cargo definitivamente, de modo que el último designado fue el que tuvo el presidente César Gaviria.